# Bob Bergen
Pour les articles homonymes, voir Bergen.
Bob Bergen est un acteur américain né le 8 mars 1964 à Saint-Louis, Missouri (États-Unis).

## Filmographie
- 1987 : Lily C.A.T. d'Hisayuki Toriumi : Hiro Takagi (voix, doublage anglophone)
- 1987 : Fraggle Rock (série télévisée) : Wembley / voix additionnelle
- 1988 : Gor (en) (voix)
- 1988 : Fright Night Part 2 (en) : voix additionnelle
- 1990 : Total Recall : voix additionnelle
- 1991 : Le Vol de l'intruder (Flight of the Intruder) : voix additionnelle
- 1991 : Omer, le roi des cabots (Rover Dangerfield) : voix additionnelle
- 1991 : La Légende de Prince Vaillant (The Legend of Prince Valiant) (série télévisée) : voix additionnelle
- 1991 : Un cri du cœur (Shout) : voix additionnelle
- 1993 : Président d'un jour (Dave) d'Ivan Reitman : voix additionnelle
- 1993 : Allô maman, c'est Noël (Look Who's Talking Now) : Dogs and Wolves (voix)
- 1994 : Uchû no kishi tekkaman bureido (série télévisée) : Slade / Ness Carter / Teknoman Slade (doublage anglophone)
- 1995 : See How They Grow: Tree Animals (vidéo) : Narrateur (voix)
- 1995 : See How They Grow: Sea Animals (vidéo) : Narrateur (voix)
- 1995 : See How They Grow: Desert Animals (vidéo) : Narrateur (voix)
- 1995 : See How They Grow: Jungle Animals (vidéo) : Narrateur (voix)
- 1995 : Carrotblanca : Tweety as Usmarte (voix)
- 1996 : All-New Dennis the Menace (série télévisée) : voix additionnelle
- 1996 : Dunston : Panique au palace (Dunston Checks In) : effets spéciaux de voix
- 1996 : Space Jam : Bertie / Herbie / Marvin Martian / Porcine "Porky" Pig / Tweety Bird (voix)
- 1997 : Bugs Bunny's Funky Monkeys (vidéo) (voix)
- 1997 : Hercule (Hercules) : voix additionnelle
- 1998 : Pocahontas 2: Un monde nouveau (Pocahontas II: Journey to a New World) (vidéo) : voix additionnelle
- 1998 : 1 001 Pattes (A Bug's Life) : voix additionnelle
- 1998 : Les Supers Nanas (The Powerpuff Girls) (série télévisée) : voix additionnelle
- 1999 : Tarzan : voix addtionnelle
- 1999 : Le Géant de fer (The Iron Giant) : voix additionnelle
- 1999 : Sabrina (Sabrina: The Animated Series) (série télévisée) : Tim the Witch Smeller (voix)
- 1999 : Toy Story 2 : voix additionnelle
- 2000 : The Shangri-la Café (en) de Lily Mariye (en) : Television Announcer (voix)
- 2000 : Kuzco, l'empereur mégalo (The Emperor's New Groove) : Bucky the Squirrel (voix)
- 2001 : Scooby-Doo et la cybertraque (Scooby-Doo and the Cyber Chase) (vidéo) : Eric Staufer (voix)
- 2001 : Monstres et Cie (Monsters, Inc.) : voix additionnelle
- 2001 : Mona le vampire (Mona the Vampire) : L'archiviste royal (voix)
- 2002 : Lilo et Stitch : voix additionnelle
- 2002 : Hyper Noël (The Santa Clause 2) : Comet (voix)
- 2002 : La Planète au trésor, un nouvel univers (Treasure Planet) : voix additionnelle
- 2003 : Duck Dodgers (série télévisée) : Porky Pig as The Eager Young Space Cadet (voix)
- 2003 : Frère des ours (Brother Bear) : voix additionnelle
- 2003 : Looney Tunes: Stranger Than Fiction (vidéo) : Porky Pig (voix)
- 2003 : Looney Tunes: Reality Check (vidéo) : Porky Pig (voix)
- 2003 : Les Looney Tunes passent à l'action (Looney Tunes: Back in Action) : Porky Pig (voix)
- 2005 : Kuzco 2 (Kronk's New Groove) (vidéo) : Bucky (voix)
- 2006 : Kuzco, un empereur à l'école (série télévisée) : Bucky (voix)
- 2006 : Happy Feet : voix additionnelle
- 2010-2014 : Star Wars: The Clone Wars : Lama Su (voix)
- 2021-2023 : Star Wars: The Bad Batch : Lama Su (voix)